# Brzeziny
Brzeziny é um município da Polônia, na voivodia de Łódź e no condado de Brzeziny. Estende-se por uma área de 21,58 km², com 12 534 habitantes, segundo os censos de 2017, com uma densidade de 580,4  hab/km².